# Listă de comune din județul Brăila
Această listă de comune din județul Brăila cuprinde toate cele 40 comune din județul Brăila în ordine alfabetică.

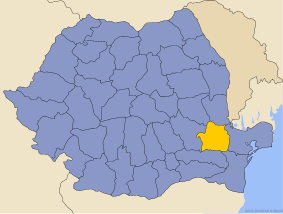
Judeţul Brăila

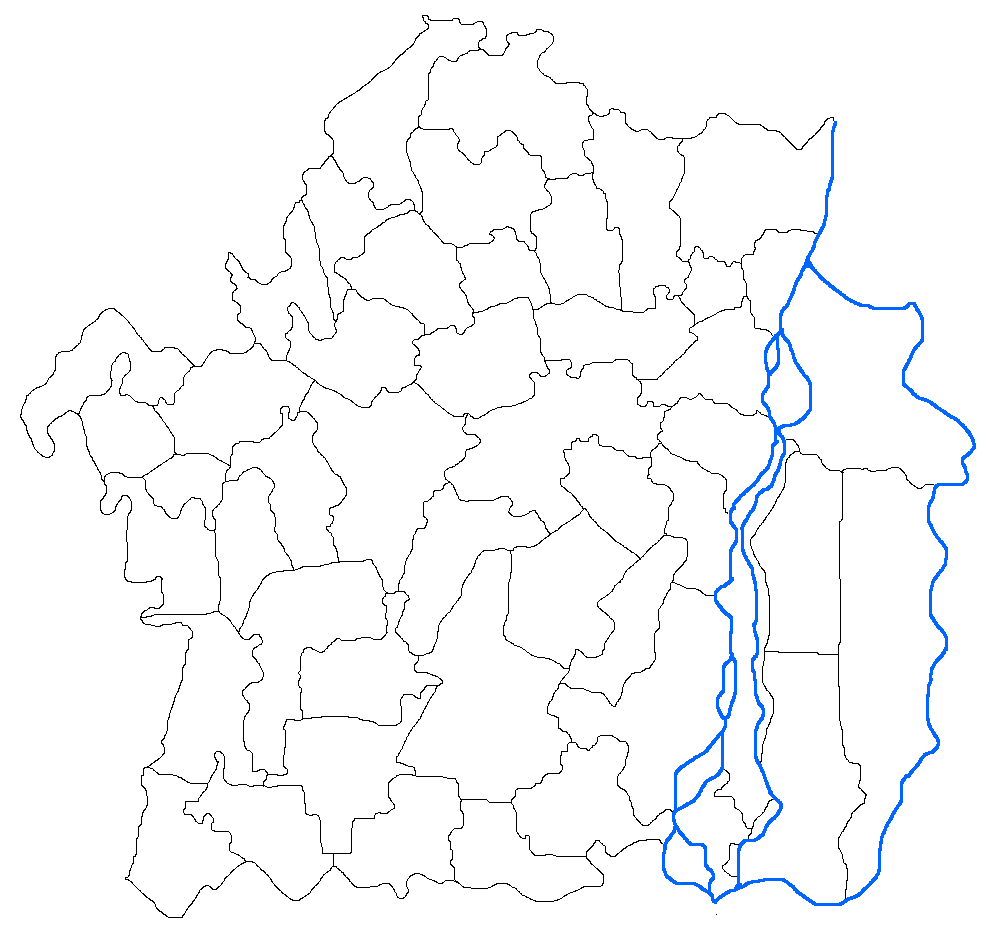
Harta judeţului cu împărţirea administrativ-teritorială pe comune

1. Bărăganul
2. Berteștii de Jos
3. Bordei Verde
4. Cazasu
5. Chiscani
6. Ciocile
7. Cireșu
8. Dudești
9. Frecăței
10. Galbenu
11. Gemenele
12. Grădiștea
13. Gropeni
14. Jirlău
15. Mărașu
16. Măxineni
17. Mircea Vodă
18. Movila Miresii
19. Racovița
20. Râmnicelu
21. Romanu
22. Roșiori
23. Salcia Tudor
24. Scorțaru Nou
25. Siliștea
26. Stăncuța
27. Surdila-Găiseanca
28. Surdila-Greci
29. Șuțești
30. Tichilești
31. Traian
32. Tudor Vladimirescu
33. Tufești
34. Ulmu
35. Unirea
36. Vădeni
37. Victoria
38. Vișani
39. Viziru
40. Zăvoaia